# Неравный брак (картина)
«Неравный брак» — картина русского художника Василия Пукирева. Работа была написана в 1862 году, сразу после окончания Московского училища живописи, ваяния и зодчества. Картина «Неравный брак» (находится в Государственной Третьяковской галерее) впервые экспонировалась на академической выставке 1863 года. Своей общей идеей, сильной экспрессией, необычайным для бытового сюжета размером и мастерским исполнением она сразу выдвинула художника на одно из самых видных мест в среде русских живописцев. За неё Академия наградила его званием профессора.

## Предыстория
В середине XIX века вопрос бесправного положения женщины, девушки-бесприданницы, выдаваемой замуж против её воли, стал для России болезненным. Значительное число браков в то время строилось на основе выгоды и материальной заинтересованности. В 1854 году на сцене Малого театра была поставлена пьеса А. Н. Островского «Бедность не порок», а в феврале 1861 года вышел Указ Святейшего Синода, осуждающий браки с большой разницей в возрасте.
Идею написать картину на эту тему подсказал Василию Пукиреву его друг-художник Пётр Михайлович Шмельков, изучавший нравы купеческого мира и сделавший выводы, что цинизм правит их миром, а жажда наживы делает купцов циниками.

## Работа над картиной
Пукирев приступил к работе в 1862 году. Он быстро написал эскиз небольшого размера (34х26) и начал писать большой холст.

## Описание
На картине изображено таинство (обряд) венчания в православной церкви. Среди полумрака церкви падающий из окна свет ярко освещает лишь жениха, невесту и священника. Жених изображён стариком в хорошем костюме, с едким, снисходительно-раздражительным выражением морщинистого лица. У него невыразительные тусклые глаза, брезгливо оттопыренные губы, на шее орденский крест Владимира II степени и слева на груди соответствующая этому ордену звезда. Зажатый и тугой воротник придаёт его лицу неподвижный и застывший вид, и лишь глаза его чуть скошены в сторону невесты.
В противовес жениху написан образ невесты. Она очень молода, совсем ещё ребёнок, о чём говорит овал её лица. У девушки шелковистые русые волосы, маленький рост. На голове у неё фата, свидетельствующая о её невинности. Лицо её бледно, глаза заплаканы и взгляд опущен вниз, что придаёт её образу особенную трогательность. Особенно чистой кажется она в свадебном наряде. В левой руке у неё безвольно опущенная вниз свеча, а правую она протягивает священнику, подставляя указательный палец для обручального кольца.
Фигура священника в ризе изображена сгорбленной со смотрящим исподлобья взглядом, в левой руке у него Требник, а правая держит золотое обручальное кольцо, которое он собирается надеть невесте на палец.
Среди гостей выделяется фигура шафера, изображённого у края картины за невестой. Его лицо выражает недовольство, руки сложены на груди. Образы шафера и невесты соединены в картине тонкими, опосредованными связями. Во-первых, художник продемонстрировал это, расположив их в непосредственной близости друг от друга в тесном пространстве церкви, а во-вторых, лишь они на картине молоды и объединены одним общим переживанием. На груди шафера, как и полагается, роза, приколотая у сердца, но в данном случае это знак, обрекающий героя на страдание.
Остальные персонажи играют второстепенную роль. Автор делит их на две группы — группу жениха и группу невесты. Первая, среди которых важный военный и стоящий рядом с ним мужчина, с откровенным и нескромным любопытством разглядывают невесту. Преданно смотрит на старика-жениха пожилая женщина слева, видимо, сваха. Во второй группе, кроме шафера, можно отметить фигуру стоящего рядом с ним мужчины, в пристальном взгляде которого явно читается живое участие.

### Рама
По воспоминаниям первого хранителя Третьяковской галереи Н. А. Мудрогеля, рама для картины была создана приятелем художника Василия Пукирёва рамочником Гребенским, имевшим свою рамочную и позолотную мастерскую в Москве. «Когда Пукирёв написал эту картину, Гребенский решил сделать для неё раму „каких ещё не было“… Третьякову рама так понравилась, что он стал заказывать рамы Гребенскому.». Самого Гребенского В.В Пукирёв изобразил на картине «Неравный брак» рядом со своим другом живописцем и рисовальщиком П. М. Шмельковым, позади жениха.
Возможно, впоследствии Гребенский работал в столярной мастерской при Третьяковской галерее. По заказу Павла Третьякова он изготовил в 1871 году обрамление для картины Алексея Саврасова «Грачи прилетели», а также оформил в рамы около 70 этюдов Александра Иванова.
Листели рамы картины «Неравный брак» украшены резным накладным орнаментом из крупных цветов и листьев, перевитых сухим стеблем плюща, что акцентирует внимание зрителя на контрасте юности и старости: свежести едва распускающегося бутона и дряхлости засохшего стебля старого плюща. Картину и раму объединяет мотив флердоранжа (flour d 'orange (франц.) — редкого и дорогого цветка апельсина, который расцветает весной и символизирует нежность, юность, невинность. Бутоны в венце и на корсаже белого атласного платья невесты «раскрываются» в углах и на листелях уникальной рамы. Но эти нежные цветы «душит» сухой, отживший свой век стебель. Так тема противоестественного, насильственного и гибельного союза молодости и старости продолжается в декоре рамы. Из-за уникальности и хрупкости рельефной резьбы на раме, создающей определённые сложности при транспортировке, картина никогда не покидает залы Третьяковской галереи.

## Прототипы картины

### Версия Николая Варенцова
Согласно первой версии, сюжет картины связан с любовной драмой, случившейся с другом художника, молодым купцом Сергеем Михайловичем Варенцовым. Согласно этой версии, Сергей Варенцов был влюблён в 24-летнюю Софью Николаевну Рыбникову, но родители невесты предпочли ему более богатого и известного в торгово-промышленном мире, нестарого (37-летнего, на 13 лет старше невесты) Андрея Александровича Карзинкина. Причём, по свидетельству Н. П. Сырейщикова, внучатого племянника Варенцова, в силу сложившихся обстоятельств Сергей Варенцов был вынужден присутствовать на венчании, состоявшемся в 1860 году в церкви Трёх святителей на Кулишках, в качестве шафера. Н. А. Варенцов в своих воспоминаниях объяснил эту необходимость тем, что сестра Карзинкина была замужем за старшим братом Сергея Варенцова — Николаем.
Согласно этой версии, вскоре Сергей Варенцов запротестовал против изображения себя на картине, так как, в свою очередь, собирался жениться на Ольге Урусовой. Художник был вынужден изобразить на картине самого себя.

Про Сергея Михайловича рассказывали, что он был влюблён в барышню — дочку купца Рыбникова — и хотел на ней жениться, но родители предпочли выдать её замуж за Андрея Александровича Карзинкина, хотя не такого красивого, зато очень богатого и хорошего человека.
Эта неудача Сергея Михайловича весьма угнетала, и он делился горем со своим приятелем художником Пукиревым, который воспользовался этим рассказом для сюжета своей картины под наименованием «Неравный брак», изобразив жениха стариком генералом, а шафера, стоящего со сложенными на груди руками, — Сергея Михайловича. Картина имела большой успех на выставке, была приобретена П. М. Третьяковым и до сего времени находится в Третьяковской галерее. Из-за этой картины между Сергеем Михайловичем и Пукиревым произошла крупная ссора, когда он увидал изображение своё на ней. Пукирев принужден был приделать маленькую бородку шаферу, оставив все черты лица без изменения, так как Сергей Михайлович не носил бороды.
— Н. А. Варенцов. Слышанное. Виденное. Передуманное. Пережитое.
Подтверждением факта, что художник изобразил самого себя на картине, является его сходство с образом художника на картине «В мастерской художника» (1865), где по свидетельству Н. А. Мудрогеля, автор изобразил себя. Друг художника С. И. Грибков также подтверждал, что «со скрещёнными руками в картине — это сам В. В. Пукирев, как живой».
- Василий Пукирев в образе шафера на картине «Неравный брак»
- Картина Пукирева «В мастерской художника». 
На заднем плане, положившим руку на мольберт, изображён сам автор
- Андрей Александрович Карзинкин.
 Фотография конца XIX века.
- Портрет С. М. Варенцова работы Пукирева.
 1860-е годы

### Версия Грибкова и Мудрогеля
По другой версии, озвученной другом художника Сергеем Грибковым и Н. А. Мудрогелем, на картине изображена любовная драма самого художника. С. Грибков рассказывал и подробности этой истории:

Товарищ и друг В. В. Пукирева с юных дней, он (С. И. Грибков) знал историю картины «Неравный брак» и всю трагедию жизни автора: этот старый важный чиновник — живое лицо. Невеста рядом с ним — портрет невесты В. В. Пукирева, а стоящий со скрещёнными руками — это сам В. В. Пукирев, как живой.
— В. А. Гиляровский. Москва и москвичи
Согласно этой версии, в образе невесты на картине изображена несостоявшаяся невеста самого Василия Пукирева — Прасковья Матвеева Варенцова, внучатая племянница княгини Ольги Мироновны Щепиной-Ростовской (урождённой Варенцовой-Тарховской), супруги князя А. И. Щепина-Ростовского. Подтверждение этой версии было получено в 2002 году, когда Государственная Третьяковская галерея приобрела карандашный рисунок 1907 года работы В. Д. Сухова, на котором написано: «Прасковья Матвеевна Варенцова, с которой 44 года назад художник В. В. Пукирев написал свою известную картину „Неравный брак“. Госпожа Варенцова живёт в Москве, в Мазуринской богадельне».
В образе жениха, по предположению Л. Кац, художник изобразил тверского предводителя дворянства Алексея Марковича Полторацкого, с большим посмертным портретом которого она нашла сходство. На этюде к картине «Голова старика» художник указал, что он писался с князя Цицианова, Л. Полозова предположила, что речь идёт о князе Павле Ивановиче Цицианове, а Н. П. Сырейщиков утверждает, что голова была написана с повара Владимира Ивановича, служившего в те годы в доме Варенцовых. Кроме того, Л. Полозова считает, что образ, возможно, писался собирательно: фигура и одежда — от Полторацкого, голова, с особенным выражением лица, — от Цицианова, венчик седых волос — от повара Владимира Ивановича.
На картине изображены ещё две знакомые художнику личности. Рядом с шафером изображён друг Пукирева, художник Пётр Михайлович Шмельков, по одной из версий и подсказавший автору идею картины. Кроме того, сбоку на картине изображена голова рамочника Гребенского, обещавшего сделать художнику раму для картины «каких ещё не было».
- Голова старика. Этюд для картины «Неравный брак». 
На обороте холста пером надпись: Пукиревъ. Этюдъ къ картине «Неравный брак» (Третьяк. гал.). Ниже: Писано съ князя Циціанова».
- Портрет А. М. Полторацкого работы Пукирева. 1861 год
- Пётр Михайлович Шмельков (1819—1890)

## Дальнейшие события
Картина была выставлена в сентябре 1863 года в Петербурге на очередной академической выставке, но ещё до выставки была куплена другом Пукирева коллекционером Александром Борисовским, у которого, в свою очередь, в 1871 году за 1 500 рублей её выкупил Павел Третьяков. Сейчас картина экспонируется в Третьяковской галерее.
На выставке картина произвела огромное впечатление на современников. В. В. Стасов считал, что полотно Пукирева — одна из самых капитальных, но вместе с тем и самых трагических картин русской школы, И. Е. Репин заметил, что Пукирев «много крови испортил не одному старому генералу», а историк Н. И. Костомаров признался друзьям, что, увидев картину, отказался от намерения жениться на молодой девушке. В то же время журнал «Искра» в статье 1863 года «Расшаркивающееся искусство» раскритиковал картину за недостаточно глубокое социальное обличение, за налёт сентиментализма и мелодраматичности, снижающий её художественное значение.
В 1875 году Василий Пукирев написал вариант-повторение картины «Неравный брак», находящийся сейчас в экспозиции Национального художественного музея Республики Беларусь. Возвращался Пукирев к теме бракосочетания и в других своих работах таких как «Приём приданого по росписи» и «Прерванное венчание».
- Картина Пукирева «Двоеженец, или Прерванное венчание». 1877 год
- Картина Пукирева «Приём приданого в купеческой семье по росписи». 1873 год